# Arinișul de la Sinaia - Cumpătul
Arinișul de la Sinaia - Cumpătul este o arie protejată de interes național ce corespunde categoriei a IV-a IUCN (rezervație naturală de tip mixt), situată în județul Prahova.

## Localizare
Aria naturală se află în partea nord-vestică a județului Prahova, pe teritoriul administrativ al orașului Sinaia (în apropierea cartierului Cumpătul), pe malul stâng al râului Prahova, în apropierea drumului național DN1 (București de Brașov).

## Descriere
Rezervația naturală declarată arie protejată prin Legea Nr.5 din 6 martie 2000 (privind aprobarea Planului de amenajare a teritoriului național - Secțiunea a III-a - zone protejate) și se întinde pe o suprafață de 32,10 hectare. Aceasta reprezintă zona împădurită pe versantul stâng al râului Prahova, cu vegetație higrofilă, având rol de protecție pentru specii arboricole de arin-alb (Alnus incana) și răchită roșie (Salix purpurea).

## Biodiversitate
Rezervația naturală fost înființată în scopul protejării biodiversității și menținerii într-o stare de conservare favorabilă a florei și faunei sălbatice aflate în arealul Văii Prahovei.

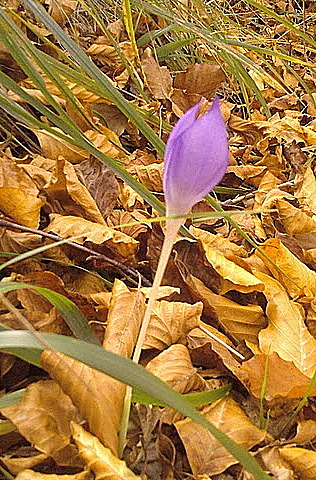
Brânduşă de toamnă (Colchinum autumnale)

Flora lemnoasă are în componență arbori și arbusti cu specii de: arin-alb (Alnus incata) (specia dominantă), salcie roșie (Salix purpurea), carpen (Carpinus betulus), fag (Fagus sylvatica), zadă (Larix), paltin de munte (Acer pseudoplatanus), păducel (Crataegus monogyna), soc (Sambucus L.), măceș (Rosa canina), călin (Viburnum opulus), sânger (Cornus sanguinea). 
La nivelul ierburilor sunt întâlnite mai multe rarități floristice; printre care: piciorul cocoșului (Ranunculus repens L), crin de pădure (Lilium martagon), luntricică galbenă (Oxytropis campestris), cimbrișor de câmp (Thymus serpyllum), cornuț de munte (Cerastium arvense), cinci-degete (Potentilla reptans), ochii-șoricelului (Saxifraga adscendens), ciurul zânelor (Carlina acaulis), sânziană (Galium verum), argințica (Dryas octopetala), angelică (Angelica archangelica), pelin (Artemisia eriantha), arnică (Arnica montana), laptele cucului (Euphorbia carniolica), păștiță (Anemone nemerosa), brândușă de toamnă (Colchicum autumnale), sau specia de rogoz Carex digitata.
Fauna este reprezentată de specii de mamifere, păsări, insecte, reptile și amfibieni (dintre care unele protejate la nivel european sau aflate pe lista roșie a IUCN); astfel:  mistreț (Sus scrofa), lup cenușiu (Canis lupus), căprioară (Capreolus capreolus),  vulpe roșcată (Vulpes vulpes), iepure de câmp (Lepus europaeus), cârtiță (Talpa europaea), ciocănitoare pestriță mică (Dendrocopos minor), florinte (Carduelis chloris), fâsă de pădure (Anthus trivalis), ciuș (Otus scopus), pițigoi albastru (Parus caeruleus), corb (Corvus corax}, presură galbenă (Emberiza citrinella), sfrâncioc (Lanius collaris), șoimul rândunelelor (Falco subbuteo), gușter (Lacerta viridis), ivorașul-cu-burta-galbenă (Bombina variegata), brotacul-verde-de-copac (Hyla arborea).

## Căi de acces
- Drumul european (E60) - Ploiești - Câmpina - Breaza - Sinaia (dinspre București)
- Drumul European (E60) - Predeal - Azuga - Bușteni - Sinaia (dinspre Brașov)

## Monumente și atracții turistice
În vecinătatea rezervației naturale se află câteva obiective de interes istoric, cultural și turistic; astfel:

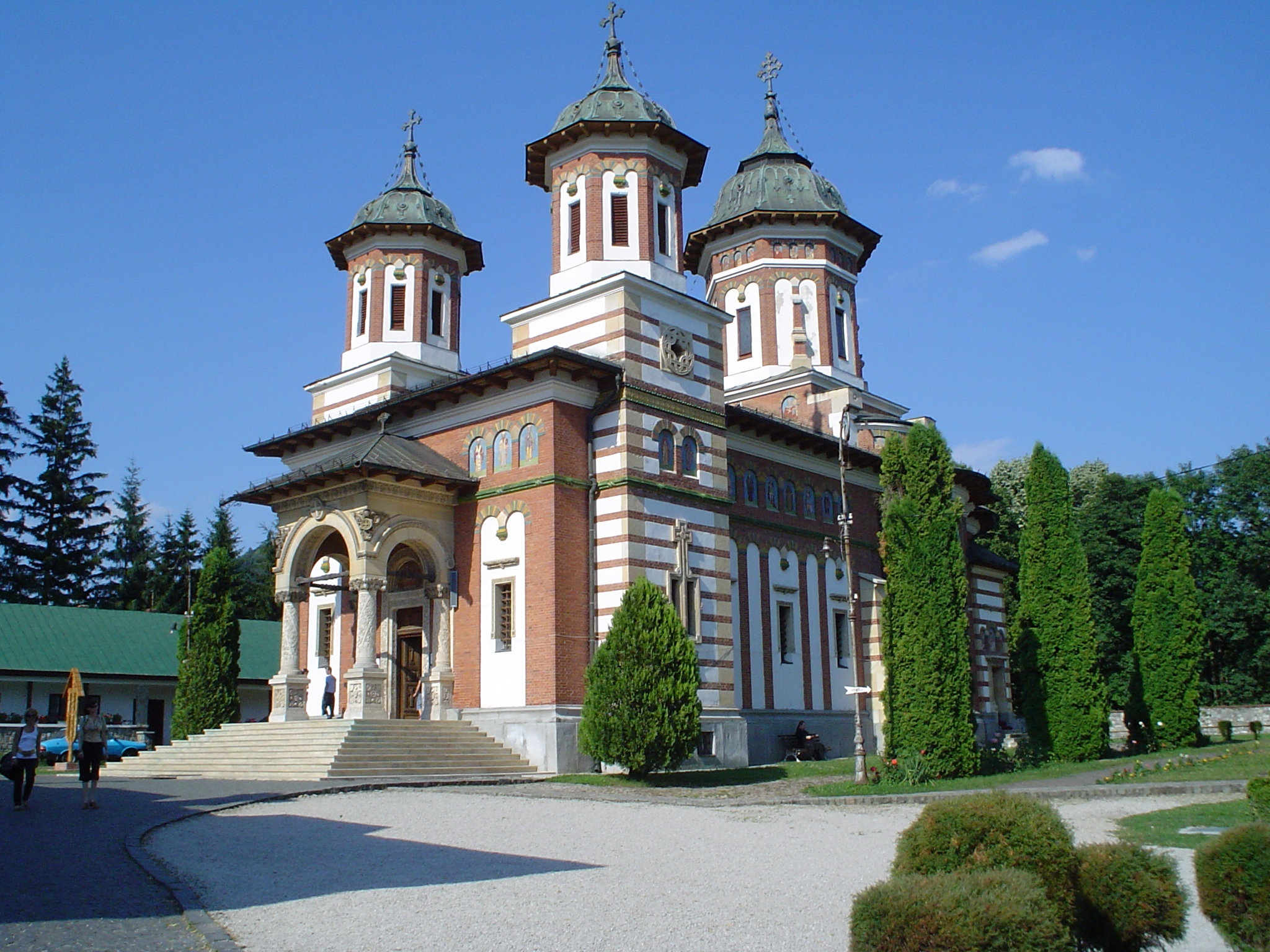
Biserica nouă a Mănăstirii Sinaia

- Mănăstirea Sinaia (monument istoric, complex monahal de călugări) așezământ religios construit în secolul al XVII-lea și ctitorită de spătarul Mihai Cantacuzino, fiul marelui postelnic Constantin Cantacuzino.
- Castelul Peleș, monument istoric construit între anii 1873-1914 la dorința regelui Carol I al României, unul din cele mai reprezentative clădiri istorice din țară.
- Castelul Pelișor construit în parcul Castelului Peleș între anii 1899-1902. Din anul 1903 acesta devine reședința de vară a regelui Ferdinand I al României și a reginei Maria.
- Casa memorială George Enescu (Vila Luminiș - Cumpătu), construcție 1923-1926[14].
- Ariile protejate: Locul fosilifer Plaiul Hoților, Abruptul prahovean Bucegi, Munții Colții lui Barbeș, Parcul Natural Bucegi.